# Peugeot 304
Peugeot 304 — компактний автомобіль, що випускався французьким автовиробником Peugeot з 1969 по 1980 рік. Був побудований на платформі моделі Peugeot 204 з високим ступенем уніфікації.
Зовнішність автомобіля, розроблена ательє Pininfarina, не відрізнялася радикальною новизною, проте, під цілком традиційним кузовом ховалося відразу кілька досить прогресивних за мірками 60-х років рішень, на кшталт переднього приводу з поперечним розташуванням цільноалюмінієвого верхневального двигуна або дискових гальм спереду, завдяки чому по керованості і плавності ходу, 304 виглядав привабливо навіть на тлі багатьох більш дорогих моделей свого часу. Крім того автомобіль мав незалежну підвіску всіх коліс.
Націлений на роль сімейного автомобіля для середнього класу, 304 швидко зіткнувся в цьому сегменті ринку з досить сильною конкуренцією. У тому ж 1969 року був представлений дещо більший, але дешевий у виробництві і тому пропонувався за порівняно доступною ціною Renault 12, а в наступному, 1970, всерйоз заявив про свої претензії на ту ж ринкову нішу і Citroën, вперше в своїй післявоєнній історії випустивши модель, проміжну за престижністю між примітивним Citroën 2CV і розкішним Citroën DS - Citroën GS, який об'єднав практичність сімейного хетчбека з передовими технологіями Citroën.
Проте, в наступну після бензинової кризи початку 70-х років період, попит на популярні колись більші (і ненажерливі) автомобілі різко впав, а їх покупці переключилися якраз на 304, так що місця на цьому ринку вистачило всім. Peugeot 304 без особливих змін випускався до 1980 року, користуючись протягом усього цього часу стійким попитом, а його платформа прослужила ще довгі роки як база для більш досконалих моделей - загальний випуск склав 1 178 423 примірників. Особливо популярний цей автомобіль був у таксомоторних компаній і поліцейських. Широко автомобіль пропонували і на експорт, зокрема, в Єгипті він до сих пір належить до одних з найпоширеніших моделей в таксі.

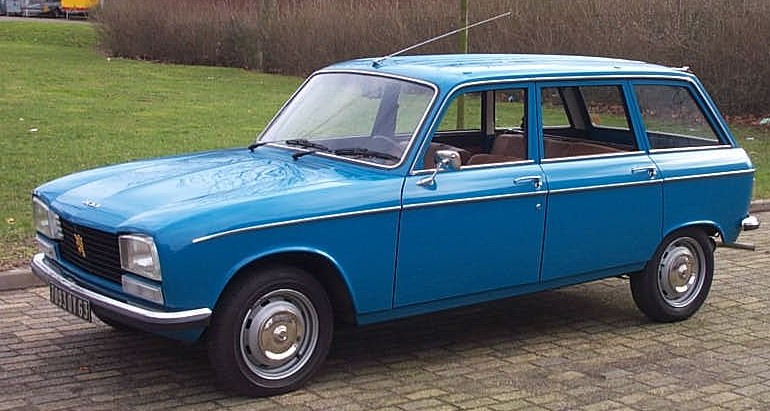
Peugeot 304 Break
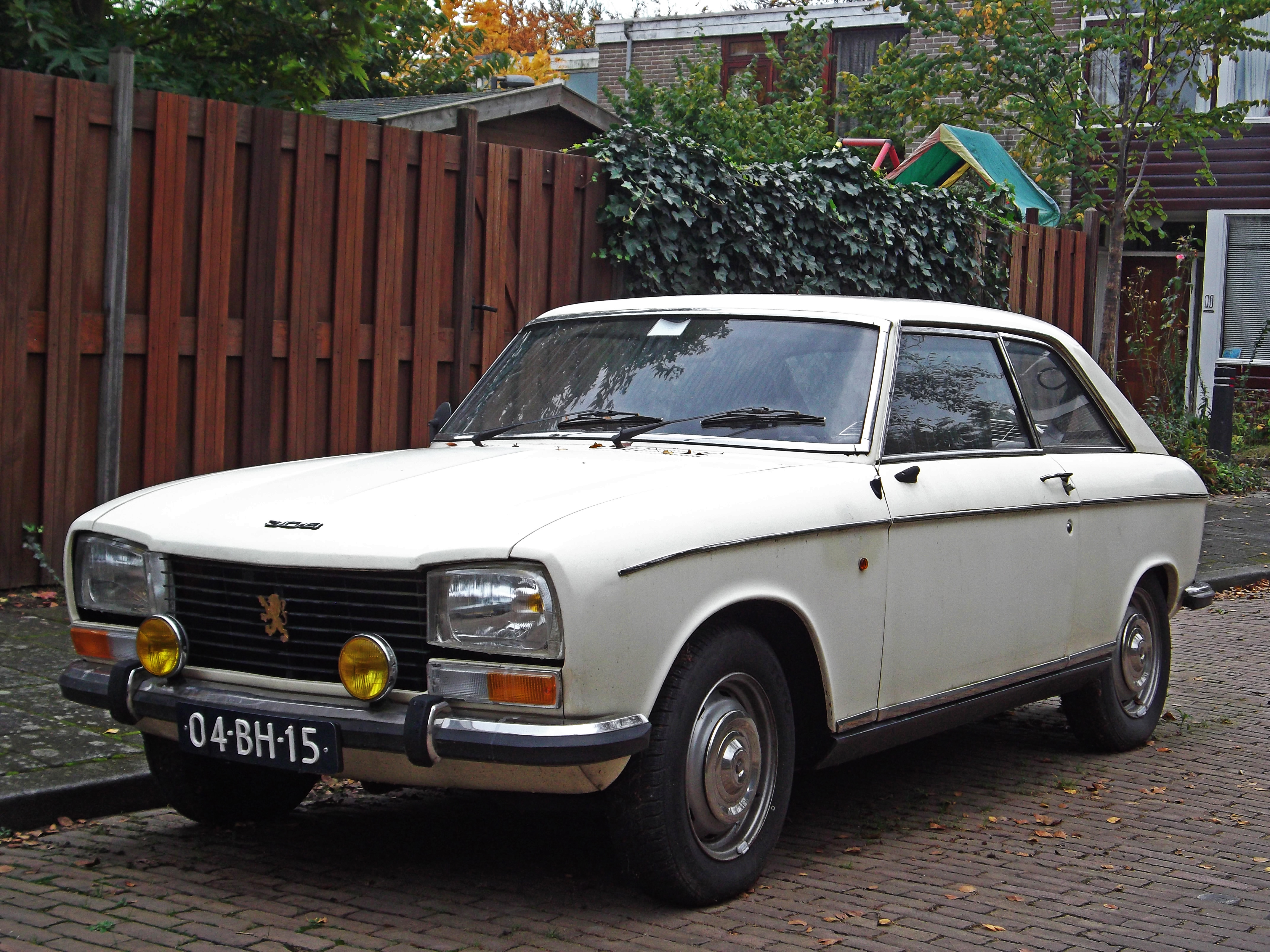
Peugeot 304 купе
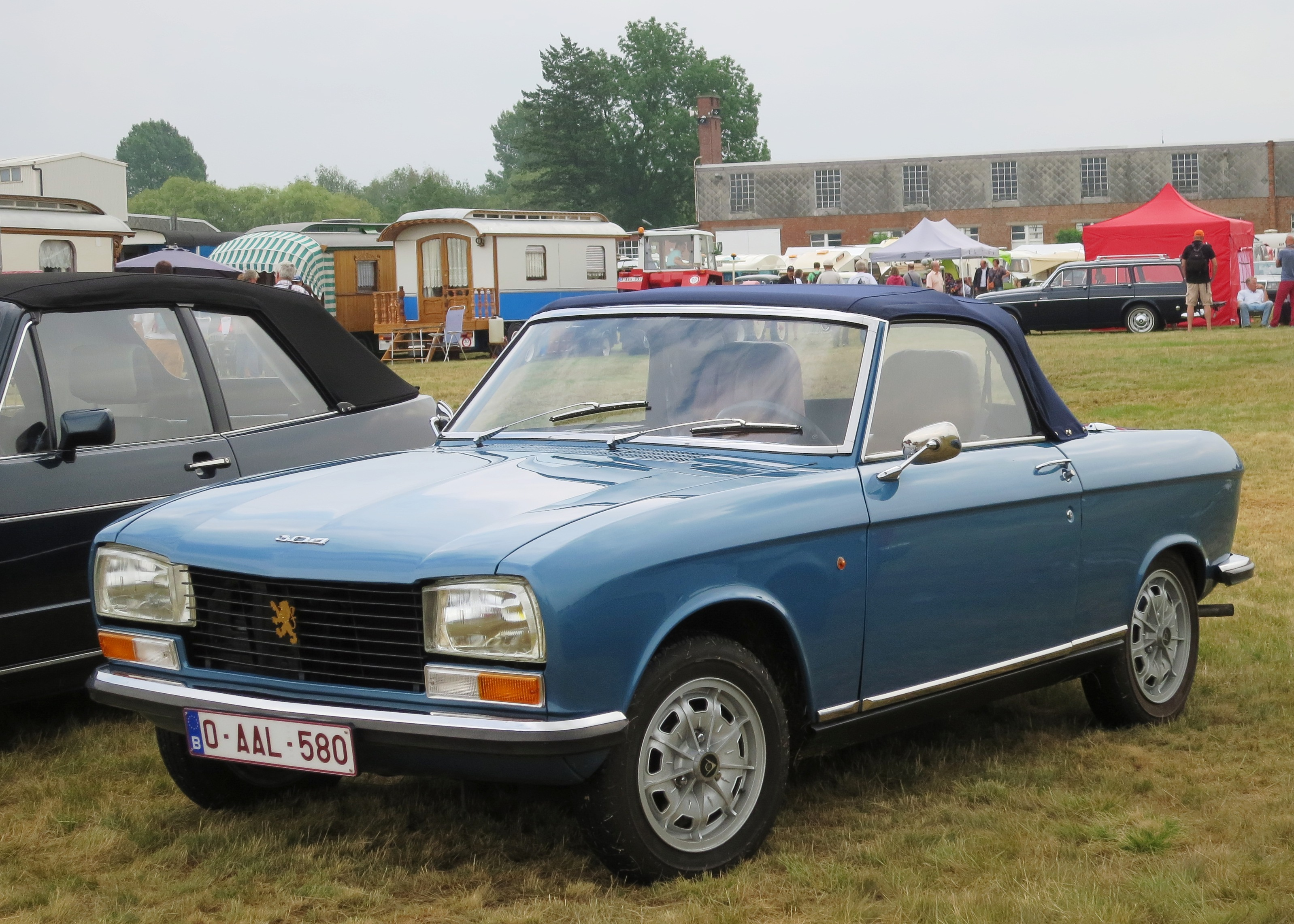
Peugeot 304 кабріолет